# Pilosella peleteriana
Lo sparviere di Peletier (nome scientifico Pilosella peleteriana F.W.Schultz & Sch.Bip., 1862) è una specie di pianta angiosperma dicotiledone della famiglia delle Asteraceae.

## Etimologia
Il nome generico (Pilosella) deriva dal latino "pilosus" (significa "peloso") e si riferisce all'aspetto piuttosto pubescente di queste piante. L'epiteto specifico (peleteriana = di Lepeletier) è stato dato in ricordo del botanico parigino Amédée Louis Michel Lepeletier (1770 - 1845).

Il binomio scientifico della pianta di questa voce è stato proposto inizialmente dal botanico Friedrich Wilhelm Schultz (1804-1876), farmacista e botanico germanico, e da Carl(Karl) Heinrich `Bipontinus' Schultz (1805-1867), fisico e botanico germanico, nella pubblicazione "Flora; oder, (allgemeine) botanische Zeitung. Regensburg, Jena - 45: 421. 1862" del 1862.

## Descrizione

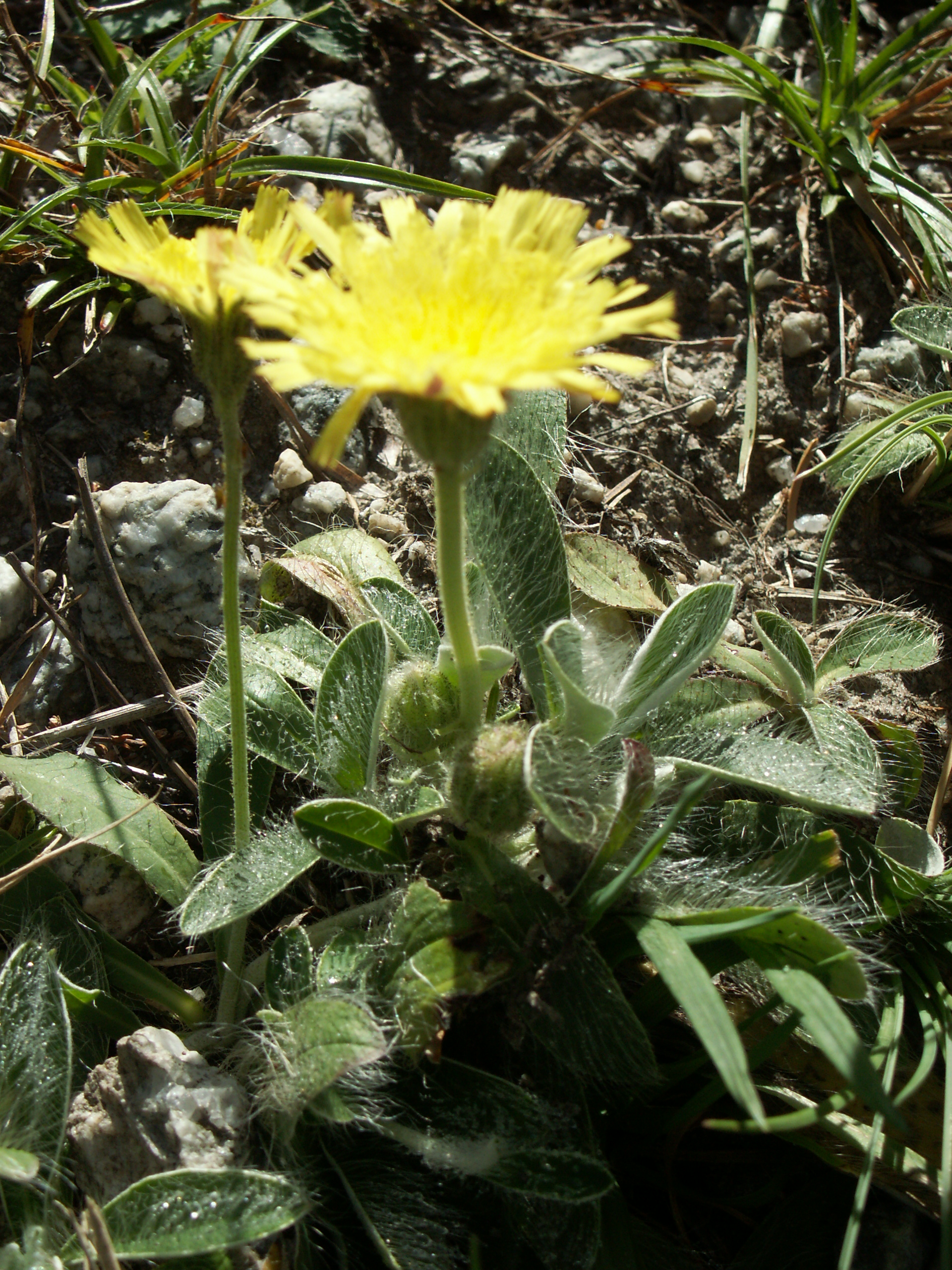
Il portamento

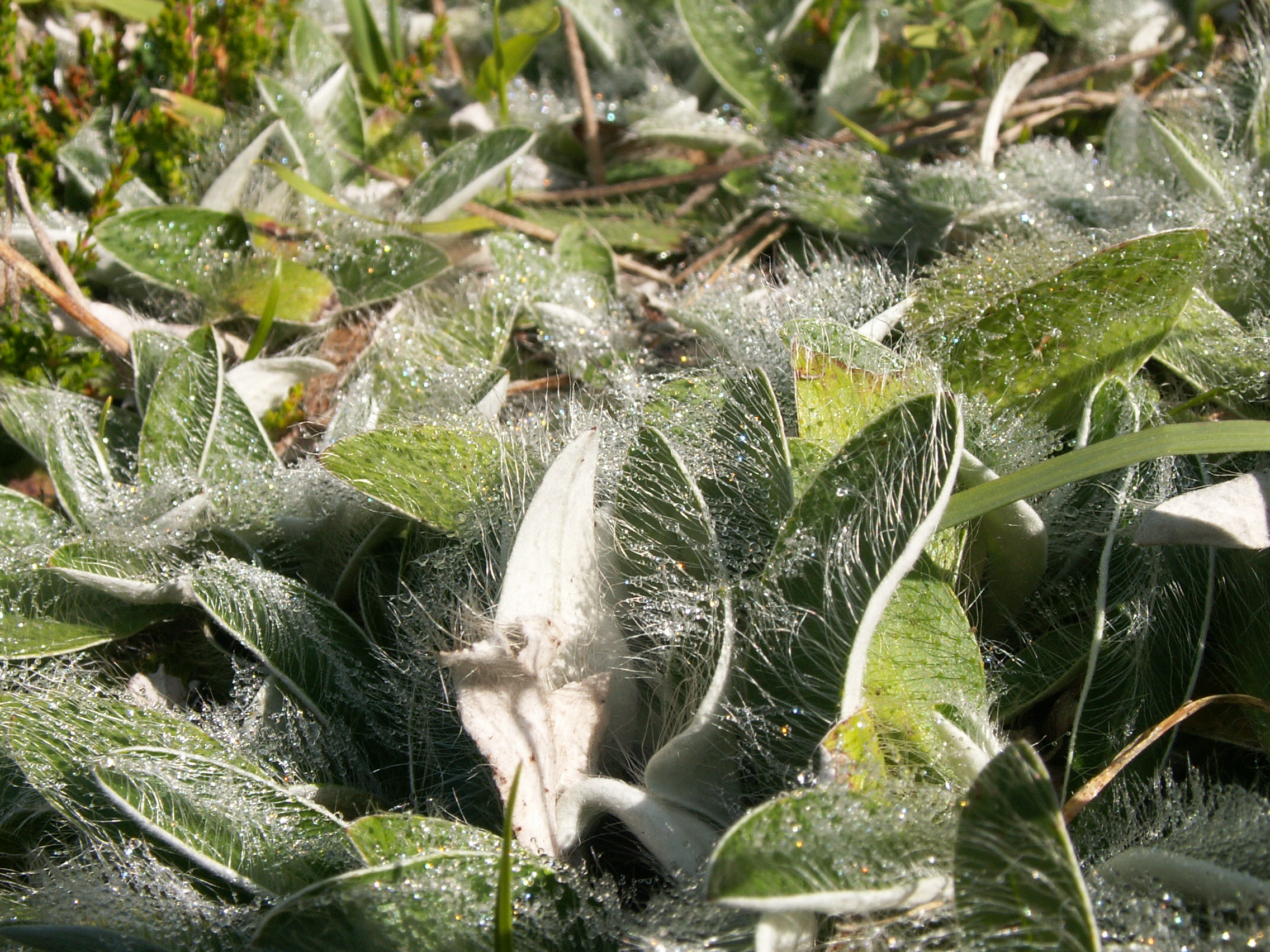
Le foglie

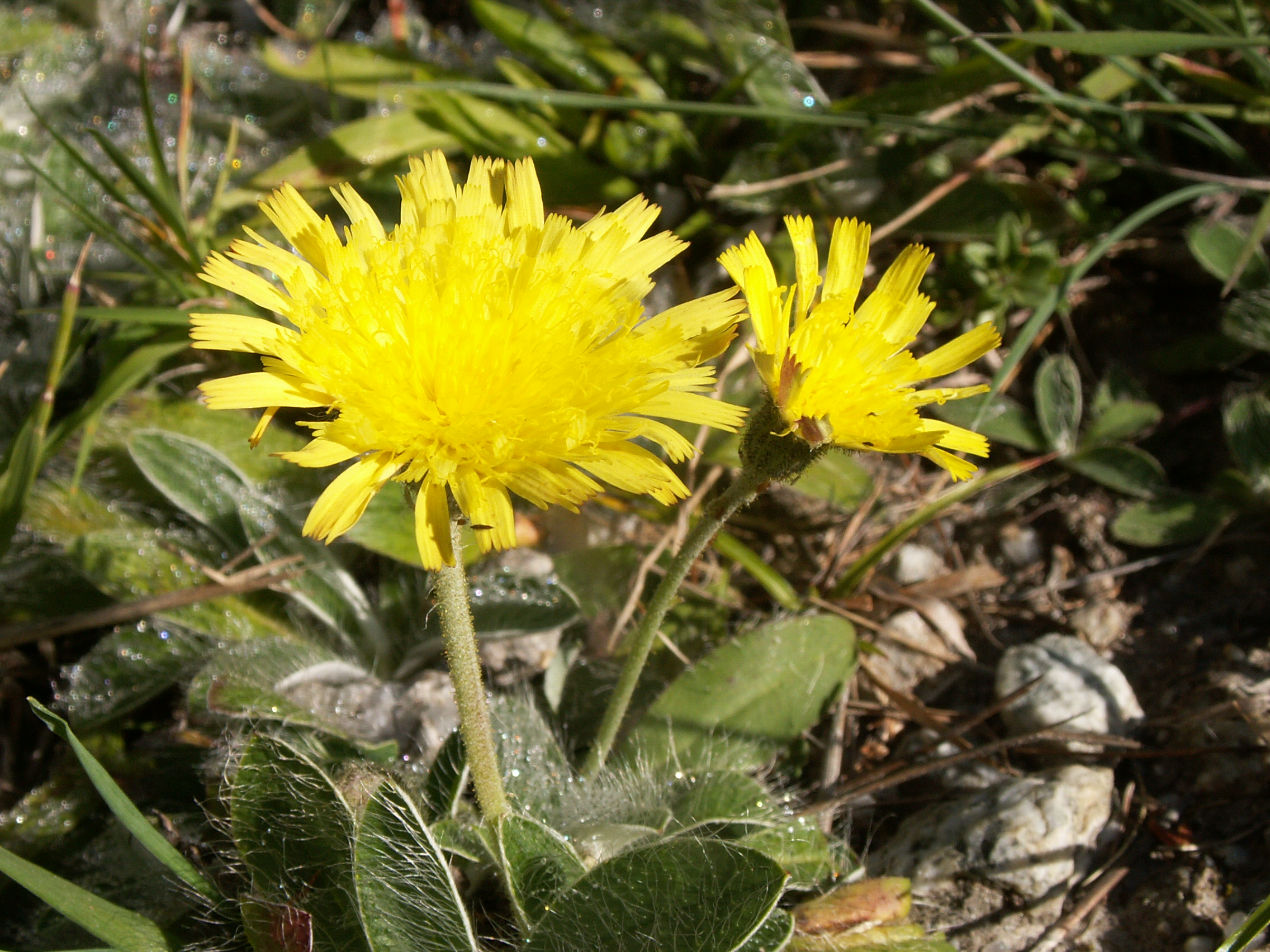
Infiorescenza

Habitus. Queste piante possono raggiungere una altezza compresa tra 10 – 25 cm. La forma biologica è emicriptofita rosulata (H ros), ossia in generale sono piante erbacee, a ciclo biologico perenne, con gemme svernanti al livello del suolo e protette dalla lettiera o dalla neve e hanno le foglie disposte a formare una rosetta basale. Sono inoltre provviste di lattice (i vasi latticiferi sono anastomizzati).
Radici. Le radici sono secondarie da rizoma.
Fusto. 
- Parte ipogea: nella parte sotterranea sono presenti 1 - 2 stoloni brevi (a volte quasi nulli); lunghezza 1 – 3 cm; diametro 1,4 – 2 mm; lunghezza internodi 0,5 – 1 cm.
- Parte epigea: la parte aerea del fusto è eretta, indivisa (o più o meno forcuta), sottile e afilla (o al massimo una foglia); quindi in genere porta un solo capolino. La pubescenza è formata da peli stellati, pochi peli semplici e raramente da peli ghiandolari.

Foglie. Le foglie (3 - 5 foglie basali) hanno la lamina sottile a forma oblanceolato-spatolata; la pagina superiore è verde e sparsamente setolosa (di colore glauco), quella inferiore è bianco-tomentosa per densi peli stellati. Le foglie degli stoloni sono addensate, lunghe 3 – 7 cm, con forme da lanceolate-obovate fino a strettamente lanceolate; la pagina superiore è verde-tenue. Dimensioni delle foglie: larghezza 1 - 1,5 cm; lunghezza 5 – 9 cm.
Infiorescenza. Le infiorescenze sono composte da un solo capolino peduncolato. La pubescenza del peduncolo è formata da peli semplici, peli stellati e peli ghiandolari. Il capolino è formato da un involucro composto da brattee (o squame) disposte su una sola serie (mancano quelle esterne), all'interno delle quali un ricettacolo fa da base ai fiori tutti ligulati. L'involucro, con forme emisferiche, è lungo 12 – 14 mm; le squame, di tipo lesiniforme, alla base sono larghe 3 – 4 mm e progressivamente si assottigliano verso l'alto; l'apice è acuto; il colore è verde con arrossamento verso la punta; la pubescenza è formata da peli semplici e peli stellati, meno frequenti sono i peli ghiandolari. Il ricettacolo è nudo (ossia privo di pagliette a protezione della base dei fiori).
Fiori. I fiori, tutti ligulati (i fiori tubulosi in genere sono mancanti), sono tetra-ciclici (ossia sono presenti 4 verticilli: calice – corolla – androceo – gineceo) e pentameri (ogni verticillo ha in genere 5 elementi). I fiori sono ermafroditi, fertili e zigomorfi.
- Formula fiorale:

*/x K {\displaystyle \infty }, [C (5), A (5)], G 2 (infero), achenio
- Calice: i sepali del calice sono ridotti ad una coroncina di squame.
- Corolla: le corolle sono formate da un tubo (alla base) e da una ligula terminante con 5 denti; il colore è giallo (o arancio chiaro), a volte con striature rosse nella parte inferiore; lunghezza delle ligule: circa 15 mm..
- Androceo: gli stami sono 5 con filamenti liberi e distinti, mentre le antere sono saldate in un manicotto (o tubo) circondante lo stilo.[15] Le antere sono codate e allungate con una appendice apicale acuta; i filamenti sono lisci. Il polline è tricolporato.[16]
- Gineceo: lo stilo è lungo, filiforme e peloso sul lato inferiore. Gli stigmi dello stilo sono due divergenti e ricurvi con la superficie stigmatica posizionata internamente (vicino alla base).[17] L'ovario è infero uniloculare formato da 2 carpelli.
- Antesi: da (maggio) giugno a agosto.

Frutti. I frutti sono degli acheni con pappo. Gli acheni, bruno-scuri o nerastri, a forma colonnare-obconica, sono ristretti alla base (e ingrossati all'apice), mentre la superficie è provvista di 10 coste terminati nella parte alta con un dentello. Il pappo è formato da setole semplici, color bianco sporco, disposte su una sola serie, tutte sottili e della stessa lunghezza. Lunghezza dell'achenio: 1,5 – 2 mm.

## Biologia
- Impollinazione: l'impollinazione avviene tramite insetti (impollinazione entomogama tramite farfalle diurne e notturne).
- Riproduzione: la fecondazione avviene fondamentalmente tramite l'impollinazione dei fiori (vedi sopra).
- Dispersione: i semi (gli acheni) cadendo a terra sono successivamente dispersi soprattutto da insetti tipo formiche (disseminazione mirmecoria). In questo tipo di piante avviene anche un altro tipo di dispersione: zoocoria. Infatti gli uncini delle brattee dell'involucro (se presenti) si agganciano ai peli degli animali di passaggio disperdendo così anche su lunghe distanze i semi della pianta.

## Distribuzione e habitat

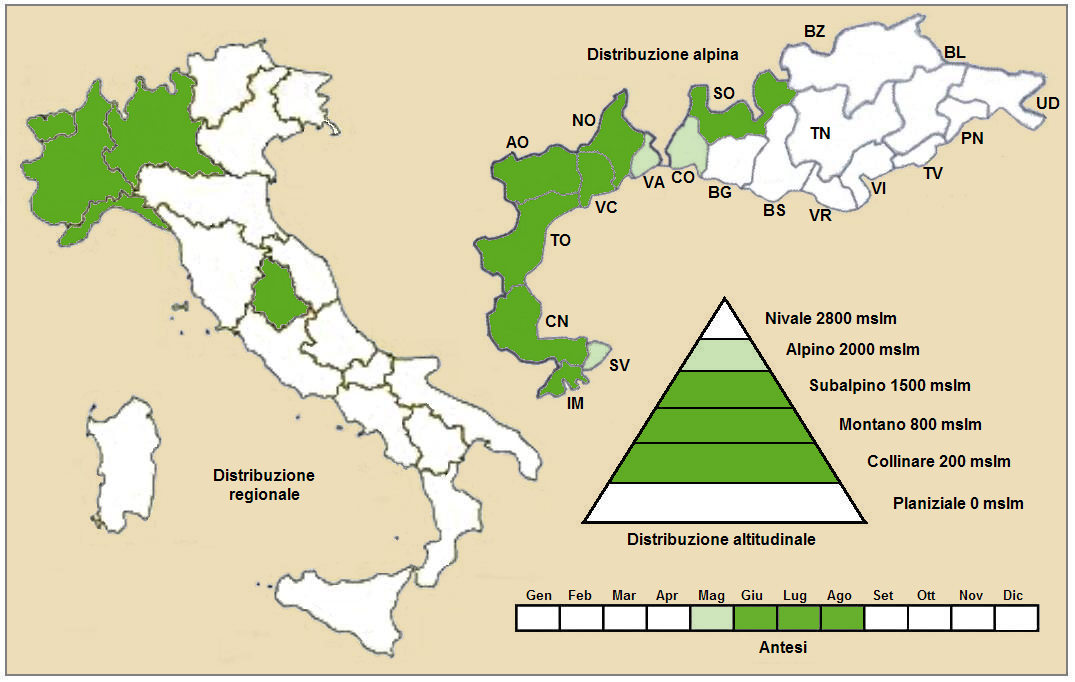
Distribuzione della pianta
(Distribuzione regionale – Distribuzione alpina)

Geoelemento: il tipo corologico (area di origine) è Ovest Europeo.
Distribuzione:  in Italia è comune nelle Alpi occidentali. Oltre confine, sempre nelle Alpi, è presente in Francia (dipartimenti di Alpes-de-Haute-Provence, Hautes-Alpes, Alpes-Maritimes, Drôme, Isère, Savoia, Alta Savoia) e in Svizzera (cantone Vallese). In Europa sui vari rilievi collegati alle Alpi si trova nella Foresta Nera, Vosgi, Massiccio Centrale e Pirenei.
Habitat:  l'habitat tipico per questa specie sono i pendii sassosi, le zone a ghiaia; ma anche le praterie rase, prati e pascoli dal piano collinare a quello subalpino. Il substrato preferito è siliceo con pH acido, bassi valori nutrizionali del terreno che deve essere secco.
Distribuzione altitudinale: sui rilievi alpini queste piante si possono trovare da 200 fino a 2.600 m s.l.m.; frequentano quindi i seguenti piani vegetazionali: collinare, montano, subalpino e in parte quello alpino.

### Fitosociologia

#### Areale alpino
Dal punto di vista fitosociologico alpino Pilosella peleteriana appartiene alla seguente comunità vegetale:
Formazione: comunità pioniere a terofite e succulente
Classe: Koelerio - Corynephoretea
Ordine: Sedo - Scleranthetalia

#### Areale italiano
Per l'areale completo italiano Pilosella peleteriana appartiene alla seguente comunità vegetale:
Macrotipologia: vegetazione delle praterie
Classe: Festuco valesiacae-Brometea erecti Br.-Bl. & Tüxen ex Br.-Bl., 1949
Subordine: Leucanthemo vulgaris-Bromenalia erecti Biondi, Ballelli, Allegrezza & Zuccarello, 1995
Alleanza: Koelerio macranthae-Phleion phleoidis Kornek, 1974
Descrizione. L'alleanza Koelerio macranthae-Phleion phleoidis è relativa alle praterie subatlantiche, più o meno xerofile e acidofile, che si sviluppano su suoli rocciosi, poco profondi derivati da rocce granitiche. Queste praterie si rinvengono nelle aree aride evitate dalle specie xerofile prative che tendono ad evitare terreni acidi. La distribuzione dell’alleanza include le regioni aride dell’Europa centrale. In Italia tali formazioni si trovano sui substrati acidi delle zone alpine continentali.
Alcune specie presenti nell'associazione: Achillea millefolium, Agrostis vinealis, Asperula cynanchica, Avenula pratensis, Centaurea stoebe, Dianthus carthusianorum, Eryngium campestre, Euphorbia cyparissias, Festuca ovina, Galium verum, Pilosella officinarum, Hypericum perforatum, Koeleria macrantha, Lotus corniculatus, Phleum phleoides, Pimpinella saxifraga, Plantago lanceolata, Pseudolysimachion spicatum, Rumex acetosella, Thymus praecox, Cladonia rangiformis, Hypnum cupressiforme, Trifolium arvense, Ceratodon purpureus.

## Tassonomia
La famiglia di appartenenza di questa voce (Asteraceae o Compositae, nomen conservandum) probabilmente originaria del Sud America, è la più numerosa del mondo vegetale, comprende oltre 23.000 specie distribuite su 1.535 generi, oppure 22.750 specie e 1.530 generi secondo altre fonti (una delle checklist più aggiornata elenca fino a 1.679 generi). La famiglia attualmente (2021) è divisa in 16 sottofamiglie.

### Filogenesi
Il genere di questa voce appartiene alla sottotribù Hieraciinae della tribù Cichorieae (unica tribù della sottofamiglia Cichorioideae). In base ai dati filogenetici la sottofamiglia Cichorioideae è il terz'ultimo gruppo che si è separato dal nucleo delle Asteraceae (gli ultimi due sono Corymbioideae e Asteroideae). La sottotribù Hieraciinae fa parte del "quinto" clade della tribù; in questo clade è posizionata alla base ed è "sorella" al resto del gruppo comprendente, tra le altre, le sottotribù Microseridinae e Cichoriinae. Il nucleo della sottotribù Hieraciinae è l'alleanza Hieracium - Pilosella (comprendenti la quasi totalità delle specie della sottotribù - oltre 3000 specie) e formano (insieme ad altri generi minori) un "gruppo fratello". Alcuni Autori includono in questo gruppo anche i generi Hispidella e Andryala.
I caratteri distintivi per il genere Pilosella sono:
- tutta la piante è densamente pelosa;
- gli acheni hanno 10 coste longitudinali.

Classificazione del genere. Il genere Pilosella è un genere di difficile classificazione in quanto molte specie tendono ad ibridarsi e molto spesso tra una specie e un'altra è presente un "continuam" di caratteri e quindi sono difficilmente separabili. Qui in particolare viene seguita la suddivisione in sezioni del materiale botanico così come sono elencate nell'ultima versione della "Flora d'Italia".
La specie di questa voce è descritta all'interno della VIII sezione Pilosella sect. Pilosella, i cui caratteri principali sono:
- lo scapo in genere è afillo (senza foglie) monocefalo e lungo da 10 a 20 cm;
- gli stoloni sono assenti o molto brevi o epigei allungati;
- la faccia superiore delle foglie è verde, quella inferiore è bianco-tomentosa.

La specie  Pilosella peleteriana è invece individuata dai seguenti ulteriori caratteri:
- gli stoloni sono brevi (1 - 3 cm), più o meno ingrossati (1,4 - 2 mm di diametro);
- le brattee involucrali sono colorate di verde-tenue, sono appressate, con forme ovate (alla base) e quindi lungamente acuminate con apice arrossato.

L'indumentum è uno degli elementi più importanti per distinguere le varie specie. Pilosella peleteriana è caratterizzata dalla seguente pubescenza:
| Tipo peli        | Stoloni                                                                    | Caule                                     | Foglie                                                                     | Brattee involucrali                            |
| ---------------- | -------------------------------------------------------------------------- | ----------------------------------------- | -------------------------------------------------------------------------- | ---------------------------------------------- |
| Peli semplici    | Asse e pagina inferiore delle foglie: da sparsi a densi, bianchi e sericei | Densi, lunghi 1 – 3 mm, bianchi e sericei | Due lati della foglia: da sparsi a densi, lunghi 3 – 5 mm, bianchi e molli | Densi, lunghi 3 – 4 mm, sericei e bianchi      |
| Peli ghiandolari | Assenti                                                                    | Densi                                     | Assenti                                                                    | Da sparsi a densi                              |
| Peli stellati    | Asse e pagina inferiore delle foglie: densi                                | Densi                                     | Pagina inferiore: abbondantissimi (bianco-infeltriti)                      | Assenti sui margini, altrove da sparsi a densi |

Il numero cromosomico di  Pilosella peleteriana è: 2n = 18, 27, 36 e 45.

### Sottospecie
Per questa specie sono riconosciute 3 sottospecie.
- Pilosella peleteriana subsp. megavasconica (Mateo, Egido & E.Fidalgo) Mateo, 2016 - Distribuzione: Spagna
- Pilosella peleteriana subsp. peleteriana - Distribuzione: Europa occidentale.
- Pilosella peleteriana subsp. subpeleteriana (Nägeli & Peter) P.D.Sell, 1990 - Distribuzione: Europa occidentale e settentrionale.

## Specie simili
Nella "Flora d'Italia" nella stessa sezione di questa voce (Pilosella sect. Pilosella) sono indicate le seguenti altre specie, più o meno simili a quelle di questa voce:
- Pilosella officinarum  Vaill., 1754: gli stoloni sono lunghi 10 – 20 cm, sia sottili (0,7 mm di diametro) che grossi (2 mm di diametro); l'involucro ha una dimensione di 9 – 11 mm; le brattee dell'involucro hanno un apice da subacuto fino ad acuto.
- Pilosella velutina   (Hegetschw.) F.W.Schultz & Sch.Bip., 1862: la parte superiore delle foglie è ricoperta da fitti peli stelati grigio-verdi quasi bianchi (gli altri caratteri sono simili alla specie P. officinarum).
- Pilosella saussureoides   Arv.-Touv.: gli stoloni sono filiformi, pallidi e con diametri di 0,7 – 1 mm con foglie apicali di tipo lineare o squamiforme; il diametro dell'involucro è di 8 – 9 mm; i peli semplici sulle brattee involucrali sono densi, lunghi 1 - 1,5 mm, molli, sericei e bianchi; i peli ghiandolari sulle brattee involucrali sono assenti.
- Pilosella subtardans (Nägeli & Peter) Soják, 1971: i caratteri sono intermedi tra la specie P. officinarum e la specie P. saussureoides.
- Pilosella amphipolia (Nägeli & Peter) Gottschl., 2010: i caratteri sono intermedi tra la specie P. velutina e la specie P. saussureoides.
- Pilosella pseudopilosella (Ten.) Soják, 1971: gli stoloni hanno diametri sottili (0,8 - 1,2 mm); le brattee involucrali sono colorate di verde-tenue e sono scolorite sui margini; le brattee involucrali sono ricoperte interamente da abbondantissimi peli semplici, lunghi 2 – 3 mm, a consistenza da sericea a molle e colorati da grigio fino a grigio-nero, mentre i peli ghiandolosi sono assenti (o sparsi).
- Pilosella hoppeana (Schult.) F.W.Schultz & Sch.Bip., 1862: gli stoloni sono brevissimi; le brattee involucrali sono colorate di verde-tenue tendente al grigio-chiaro, sono subappressate, con forme strettamente ovate e apici arrotondati; le brattee involucrali sono ricoperta da peli ghiandolari con peduncoli basali molto grandi e nerastri.
- Pilosella leucopsilon (Arv.-Touv.) Gottschl., 2011: gli stoloni sono molto brevi (1 – 3 cm); le brattee involucrali sono colorate di verde-tenue per peli semplici e ghiandolari, sono embricate, appressate con forme strettamente ovato-lanceolate e apice da arrotondato (brattee esterne) fino ad ottuso (quelle interne).
- Pilosella hypeurya (Peter) Soják, 1971: i caratteri sono intermedi tra la specie P. officinarum e la specie P. hoppeana.
- Pilosella fainensis Gottschl., 2010: i caratteri sono intermedi tra la specie P. velutina e la specie P. hoppeana.
- Pilosella longisquama (Peter) Holub, 1977: i caratteri sono intermedi tra la specie P. officinarum e la specie P. peleteriana.
- Pilosella macristolona (Nägeli & Peter) Gottschl., 2010: i caratteri sono intermedi tra la specie P. velutina e la specie P. peleteriana.
- Pilosella portae (Willk. ex T.Durand & B.D.Jacks.) Mateo & Greuter, 2007: i caratteri sono intermedi tra la specie P. saussureoides e la specie P. peleteriana.

## Sinonimi
L'entità di questa voce ha avuto nel tempo diverse nomenclature. L'elenco seguente indica alcuni tra i sinonimi più frequenti:
- Hieracium peleterianum Mérat
- Pilosella officinarum subsp. peleteriana (Mérat) T.Tyler